# Natuurpark Zwarte Woud midden/noord
Het Natuurpark Zwarte Woud midden/noord (Duits: Naturpark Schwarzwald Mitte/Nord) is momenteel (2004) met zijn 3600 km² het  grootste natuurpark van Duitsland.

## Ligging
Het park is van noord naar zuid zo'n 90 km lang en is op het breedste punt zo'n 65 km breed. In het zuiden sluit het aan op het Natuurpark Zuidelijke Zwarte Woud. Het omvat de districten Calw, Freudenstadt, Karlsruhe, Rastatt, Rotweil, de Enzkreis en de Ortenaukreis evenals de stadsdistricten Baden-Baden en Pforzheim met 104 gemeenten waarin zo'n 670.000 mensen wonen.

## De verscheidenheid van het natuurpark
Het Natuurpark Zwarte Woud midden/noord heeft zijn schoonheid te danken aan de diep ingekerfde dalen, rotsen, ruisende beken, dieren, en het typische cultuurlandschap. 
Geologie en klimaat hebben samen met de eeuwenlange cultivering door mensen het Zwarte woud landschap geschapen. Het landschap wordt gekenmerkt door de afwisseling van natuurlandschap en cultuurgrond.
Het Zwarte Woud heeft zijn naam te danken aan zijn uitgestrekte, natuurlijke donkere gemengde bossen met karakteristieke dennen.
Bijzondere milieus, met een groot aantal bedreigde dier- en plantensoorten, bepalen eveneens het landschapsbeeld van het natuurpark:
- Heiden en veenbossen
- Karseën - de donkere ogen van het zwarte woud
- Grinden - door eeuwenlange beweiding ontstane bosvrije heidevlakten op de bergtoppen

Voor de verscheidenheid aan milieus is onder andere het bijzondere klimaat van het Zwarte Woud verantwoordelijk. In de Weinbergen van de voorbergzone is het klimaat bijna mediterraan, terwijl men zich in de hogere delen, zoals bijvoorbeeld op de Hornisgrinde eerder in Scandinavië waant. Op deze laatste plaats kan men echter als compensatie bij de juiste weersomstandigheden schitterende uitzichten op de Rijnvlakte bewonderen.
Ook de uitstekende horeca en de vele culturele bezienswaardigheden maken het Natuurpark Zwarte Woud midden/noord tot een van de meest geliefde vakantiegebieden in Duitsland. Bovendien zijn er beroemde kuuroorden en thermen, is er op het gebied van cultuur veel te beleven en zijn er vele sportieve mogelijkheden, zoals wandelen en wintersport.
De bedoeling is om dit alles te behouden, maar zeker ook verder te ontwikkelen. Het natuurpark ziet zich zelf nadrukkelijk niet als museumpark maar als een gebied waarin wonen en werken ook bestaansrecht hebben.

## De doelen van het natuurpark
Het natuurpark heeft zichzelf de volgende doelen gesteld:
- Bewaren van schoonheid, karakter en veelzijdigheid van het landschap
- Behoud van de dieren- en plantenwereld
- Ontwikkeling van het toerisme
- Bevordering van de traditionele landbouweconomie
- Behoud en verzorging van het open landschap